# 神經性梅毒
神經性梅毒，意指中樞神經系統受梅毒螺旋體（Treponema pallidum）感染，是梅毒的可能症狀之一。神經性梅毒最初主要影響腦脊髓液、腦膜和血管；晚期主要影響腦和脊髓。神經性梅毒常出現於第三期梅毒的患者身上，但任何時期的梅毒患者都有可能出現神經性梅毒的症狀。

## 流行病學
- 在抗生素還沒廣泛應用在全世界前，感染梅毒的患者有25～35%有神經性梅毒。
  - 這些有神經性梅毒的患者中，約有三分之一人是無症狀神經性梅毒，有三分之一人有脊髓癆（Tabes dorsalis，脊髓背柱神經緩慢退化），有至少 10% 的患者會部分麻痺。
  - 10%的人是腦膜血管性梅毒 (meningovascular syphilis)，其餘的人為其他類型神經性梅毒，包括有症狀的腦膜炎和腦神經異常。
- 在現今社會，神經性梅毒（尤其是早期）最常見於HIV患者。
  - 對於 HIV 患者，週邊 CD+ T 細胞計數低下、在血漿中可檢測到 HIV RNA、無接受抗反轉錄病毒治療者，有高風險之有症狀或無症狀神經性梅毒風險。
- 在抗生素廣泛使用的今天，晚期神經性梅毒（全身麻痺和脊髓癆）的頻率有所下降，特別是脊髓癆已不常見。[1][2]

## 致病機轉
- 神經性梅毒始於梅毒入侵腦脊髓液，這入侵過程可能在梅毒螺旋體感染發生後不久就出現。
  - 大約有四分之一未治療的早期梅毒患者，可以在腦脊髓液中找到病原體。[3][4]
  - 與其他細菌感染腦脊髓液不同，梅毒螺旋體入侵腦脊髓液並不會導致持續感染，在某些情況下會自發性消失且沒有發炎反應，有些情況則是在暫時性腦膜炎後自發性消失。
- 當無法清除腦脊髓液裡的病原體時，患者便會持續出現腦膜炎的症狀。

## 臨床表現
神經性梅毒可分為早期和晚期，早期主要影響腦脊髓液、腦膜和血管；晚期則主要影響腦和脊髓。

### 早期神經性梅毒

#### 無症狀神經性梅毒
- 病人沒有中樞神經系統疾病的症狀或徵候。
- 常見於感染後數週到數月，少數發生在感染後兩個月。
- 診斷主要基於腦脊髓液不正常，包括淋巴細胞增多（典型 <100 cells/miroL）、蛋白質濃度提高（通常小於100 mg/dL）、 CSF-Venereal Disease Research Laboratory test （CSF-VDRL）有反應，或是上述異常的混合。
- 對於沒有HIV感染且懷疑有無症狀神經性梅毒者，腦脊髓液淋巴球計數大於5 cells/microL 或是蛋白質濃度大於45 mg/dL 即可診斷為神經性梅毒。
  - 在有HIV感染者上，即便腦脊髓液淋巴球計數增多，但 CSF-VDRL 沒反應者，難以診斷是否有神經性梅毒，因為腦脊髓液淋巴球計數增多可能是HIV造成。
  - 有無症狀神經性梅毒者，不管CSF-VDRL有無反應，都應接受治療以避免發展成有症狀的神經性梅毒。

#### 有症狀之腦膜炎
- 通常發生在感染後的第一年內，但也有可能數年後才發生。
- 與無症狀神經性梅毒一樣，病人身上也會表現早期梅毒的特徵，尤其是繼發性皮疹。
- 病人會主訴頭痛、混亂、噁心和嘔吐，與脖子僵硬。
  - 如果病人有葡萄膜炎、視網膜炎或是視神經病變，患者視力會下降。
- 徵候包括腦神經病變，尤其是視神經、面神經，或耳神經。
- 腦膜炎會導致腦積水和小、中或大動脈炎，造成腦或脊髓缺血或阻塞。
- 局部腦膜發炎可能會造成瀰漫性軟腦膜炎或是梅毒腫（gummas）。[5]
- 腦膜炎、腦缺水或是梅毒腫都會造成癲癇。
- 梅毒性腦膜炎很少會影響到脊髓，如果影響到，會造成腦脊髓炎，或是伴隨多發性神經根病（polyradiculopathy）的肥厚性硬腦膜炎（hypertrophic pachymeningitis）。

## 治療
以下是美國疾病控制與預防中心發表的治療指引中對於治療神經性梅毒，包括視神經和 otosyphilis 的建議方針：
- - Aqueous crystalline penicillin G 每天 1.8～2.4 千萬單位（每四小時靜脈注射 3～4 百萬單位，或是每天靜脈注射 2.4 千萬單位）持續 10～14 天，
  - 或是Procaine penicillin G （每日肌肉注射 240 萬單位）加 probenecid（每天口服四次，每次 500 mg），兩藥都持續 10～14 天。
- 對於有輕微青霉素過敏者，可用 Ceftriaxone 每日肌肉或靜脈注射 2g，持續 10~14 天，且要小心抗生素過敏交叉反應。[6][7][8]也可以用高劑量 Dooxcycline （每天口服兩次，每次 200mg，持續 21～28 天）[9]，但 CDC 和歐洲治療指引不建議使用[6][7]。
- 有時會合併抗生素和局部或口服糖皮質激素治療視神經梅毒，搭配口服糖皮質激素和抗生素治療 otosyphilis。
- 開始治療後，有可能神經系統反而越來越惡化，這可能是因為雅-赫氏反應（Jarisch-Herxheimer reaction），常發生在治療失智性梅毒的時候。[10][11]

## 外部連結
- Neurosyphilis - Radiology Reference Article （页面存档备份，存于）
- Neurosyphilis: MedlinePlus （页面存档备份，存于）
- Neurosyphilis - StatPearls
- Neurosyphilis | NEJM （页面存档备份，存于）
- Neurosyphilis: Causes, Types, and Treatments （页面存档备份，存于）